# Заза Гогава
Гогава Заза (груз. ზაზა გოგავა; нар. 14 липня 1971) — грузинський генерал, начальник Генерального штабу Грузії (2006—2008), міністр внутрішніх справ Грузії (з 2012).

## Життєпис
Проходив строкову службу у Радянській армії у 1989—1990 роках. Був одним з перших, хто дезертував, повернувшись до Грузії. Закінчив Тбіліський державний технічний університет (1994). З 1995 року почав військову кар'єру у складі групи спецпризначення «Омега». Пройшов підготовку у США з 1995 до 2002 рік. З 2003 року — командир відділу контртерористочної боротьби у Центрі Спеціальних Операцій. З 2004 року- командир бригади спеціальних сил МО Грузії, з 2006 року — заступник начальника Генерального штабу.
В листопаді 2006 року став командуючим Об'єднаного штабу Збройних Сил Грузії. Знятий з посади листопаді 2008 року. Призначений командуючим Прикордонної поліції.. З липня 2012 року — міністр внутрішніх справ Грузії.